# Architect of the Capitol
Architect of the Capitol (AOC) är en amerikansk federal myndighet som vars syfte är att driva, underhålla och utveckla området United States Capitol Complex som bland annat består av Kapitolium som används av USA:s kongress och United States Supreme Court Building som används av USA:s högsta domstol.
Myndigheten har sina rötter tillbaka till 1793 när Kapitolium byggdes dock har titeln för både myndigheten och chefsarkitekten varierat genom åren som bland annat "Surveyor of Public Buildings" (i början av 1800-talet), "Architect of the Capitol" (1867), “Architect of the Capitol Extension” (mitten av 1800-talet) och "Superintendent of the Capitol Buildings and Grounds" (1902). 1921 beslöt man dock att Architect of the Capitol var det officiella namnet och har använt sen dess.